# Christian 1. af Pfalz-Birkenfeld-Bischweiler
Christian 1. af Pfalz-Birkenfeld-Bischweiler (3. september 1598 i Birkenfeld – 6. september 1654 i Neuenstein i Hohenlohekreis) var pfalzgreve af Bischweiler fra 1630 til 1654. 

## Arv
Christians farbrødre havde overtaget de fleste af hans farfars områder. Selve Birkenfeld blev overtaget af Georg Wilhelm (1591 – 1669), der var Christians ældre bror. Der blev ingen arv til Christian.
Da han giftede sig med Magdalena Katharina af Pfalz-Zweibrücken i 1630, fik han det lille område Bischwiller ved nedre Rhin i nutidens Frankrig som medgift.
Selv Christian var fattig på land, så arvede han mange af slægtens titler – herunder Pfalzgreve ved Rhinen, Hertug i Bayern og greve til Sponheim.

## Forældre
Christian var søn af Karl 1. af Zweibrücken-Birkenfeld og Dorothea af Braunschweig-Lüneburg (datter af Vilhelm den yngre af Braunschweig-Lüneburg og Dorothea af Danmark).

## Ægteskaber og børn
Den 14. november 1630 giftede Christian sig med  pfalzgrevinde  Magdalena Katharina af Pfalz-Zweibrücken (26. april 1607 – 20. januar 1648), datter af hertug Johan 2.. De fik følgende børn:
1. unavngivet søn (13. september 1631)
2. Gustav Adolf (2. juli 1632 – 4. august 1632)
3. Johan Christian (16. juni 1633 – 19. august 1633)
4. Dorothea Catherine (3. juli 1634 – 7. december 1715), gift med greve Johann Ludwig af Nassau-Ottweiler.
5. Louise Sophie of Palatinate-Birkenfeld-Bischweiler (16. august 1635 – 25. september 1691)
6. pfalzgreve og hertug Christian 2. (1637 – 26. april 1717), Christian 2. blev stamfader til de konger, der regerede Bayern fra 1806 til 1918.
7. Johan Karl af Pfalz-Birkenfeld-Gelnhausen (17. oktober 1638 – 21. februar 1704). Johan Karl er stamfader til de hertuger i Bayern, der giftede sig ind europæiske fyrstehuse i 1800-tallet (bl.a. kejserinde Elisabeth af Østrig-Ungarn og i 1900-tallet (bl.a. dronning Elisabeth af Belgien og arveprinsesse Sophie af Liechtenstein).
8. Anna Magdalena af Pfalz-Birkenfeld-Bischweiler (14. februar 1640 – 12. december 1693), gift med greve Johann Reinhard 2. af Hanau-Lichtenberg.
9. Clara Sybille (20. februar 1643 – 27. marts 1644).

Christians andet ægteskab var med grevinde  Maria Johanna af Helfenstein-Wiesensteig (1612–1665). Deres eneste barn døde som spæd: 
1. unavngivet søn (1648)

1. ↑  Navnet er anført på engelsk og stammer fra Wikidata hvor navnet endnu ikke findes på dansk.